# Morty Smith
Mortimer "Morty" Smith er den ene af titelkaraktererne i den amerikanske tegnefilmserie Rick and Morty på Adult Swim. Figuren er skabt Justin Roiland og Dan Harmon, og Morty er en nervøs 14-årig dreng, der er er baseret på Marty McFly fra Tilbage til fremtiden. Han er kendt for sin akavede, nervøse og tvivlsomme personlighed og lave selvværd, og karakteren er blevet godt modtaget af kritikerne. Han har et godmodigt væsen og let påvirkelig af sin alkoholiserede morfar Rick Sanchez. Han er søn af Jerry og Beth Smith, og lillebror til Summer Smith.
Den Morty, der normalt optræder i serien, bliver omtalt som Rick C-137 af det Trans-Dimensionelle Råd af Rick'er, som er en reference til hans univers, C-137. Roiland lægger stemme til både Rick og Morty. Den første udgivelse af Rick and Morty tegneserien følger Rick og Morty i Dimension C-132, mens de fleste af de efterfølgende episoder følger Rick og Morty fra C-137; computerspillet Pocket Mortys følger Rick og Morty fra C-123, mens forskellige andre Morty'er medvirker i andre episoder, der foregår i det interdimensionelle Citadel af Ricks and Mortys, der herskes af President Morty. Han bliver ofte omtalt som "Evil Morty" blandt fans og i medier, og hed tidligere Eyepatch Morty og Candidate Morty, og President Morty er blevet positivt modtaget og rost for sin ikoniske klap for øjet der kan hjernevaske og sit rolige og forstående ydre, selvom han er snu og hensynsløs.